# G7e

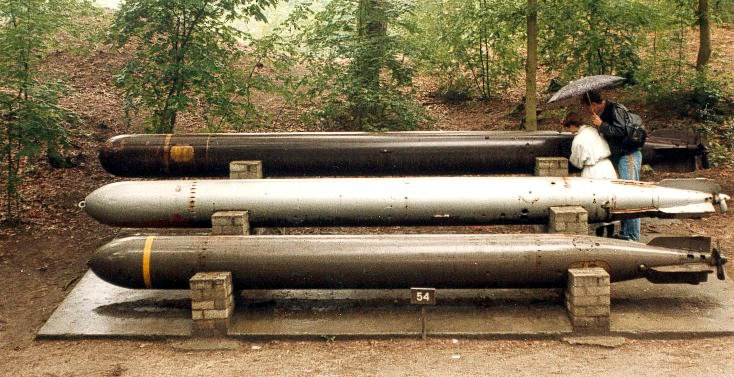
Торпеда G7e (в центре)

G7e — электрическая немецкая торпеда подводных лодок калибра 533 мм, сконструированная в 1929 году. Состояла на вооружении немецких подводных лодок в межвоенный период (с начала 1930-х гг.) и в период Второй мировой войны.

## История
Разработка: 
В августе 1941 г. на захваченной U 570 в руки британцев попали полностью исправные 12 торпед G7e. Несмотря на то, что и в Британии, и в США в то время уже имелись образцы электрических торпед, они скопировали германскую и приняли её на вооружение под обозначением Mk. XI в британском и Mk 18 в американском флоте. Произошло это в 1945 году. 
Германская электрическая торпеда попала и советским морякам, но в Советском Союзе не стали её копировать, потому что уже 1942 году была принята на вооружение торпеда ЭТ-80. Таким образом, во Второй мировой войне электрические торпеды своей разработки имели на вооружении только Германия и Советский Союз.

## Производство
Торпеда производилась в 7 модификациях: Т2 (производство с 1929 года), Т3 (с декабря 1942 года), Т3а (середина 1943), Т4 «Фальке» (февраль 1943), Т5 «Цаункёниг» (август 1943), T5b (начало 1944) и Т11 «Цаункёниг 2» (апрель 1944).
Торпеды G7e были сравнительно просты в изготовлении. На производство торпеды G7e тратилось 1255 человеко-часов по сравнению с 3730 (1707 к концу войны) человеко-часами, затрачиваемыми на производство парогазовой торпеды G7a.

## Характеристики
- Длина: 7186 мм.
- Диаметр корпуса: 533 мм.
- Масса: 1603 кг.
- Скорость: Т2 — 28 узлов, Т3 — 30 узлов, Т4 — 20 узлов, Т5 — 24 узла.
- Дальность хода: 3000 на 28 узлах и 5000 м на 30 узлах «разогретая» (T2), 5000 м на 30 узлах (T3), 7500 м (T3a), 5700 (Т5).
- Вес боевого отделения: 280 кг.
- Вес аккумуляторной батареи: 665 кг.
- Взрыватель: KHB Pi1 (модификация Т2, контактно-неконтактный), KHP Pi2 (модификации Т2 — Т3) или KHB Pi4 (модификации Т5, Т5b и T11; Т4 (неконтактный).

## Интересные факты
- На базе торпеды G7e немцами была создана мини-субмарина «Негер».